# Portpatrick
Portpatrick – wieś w południowo-zachodniej Szkocji, w hrabstwie Dumfries and Galloway (historycznie w Wigtownshire), położona na półwyspie Rhins of Galloway, na wybrzeżu Kanału Północnego. W 2011 roku liczyła 534 mieszkańców.
W latach 1661–1849 był to główny port przez który odbywał się przewóz pasażersko-towarowy między Szkocją a Irlandią. Położenie miejscowości nad otwartym morzem sprawiło, że nabrzeże narażone było na działanie silnych wiatrów. Z tego względu w połowie XIX wieku połączenia promowe do Irlandii zaczęły kursować z korzystniej położonego miasta Stranraer. W 1861 roku do Portpatrick dotarła linia kolejowa, która funkcjonowała do 1950 roku. Od 1871 roku mieści się tu baza łodzi ratowniczej RNLI.